# Аль-Габбан, Мохаммед
Мухаммед Салем Аль-Габбан (араб. محمد سالم الغبان‎; род. в 1961 году в Багдаде) — иракский государственный деятель и бывший министр внутренних дел Ирака.
Аль-Габбан впервые был избран в Совет представителей Ирака в 2014 году в качестве представителя в Багдад. Как член «Государства закона» он был назначен министром внутренних дел и приведён к присяге 18 октября 2014 года. Занимал пост до 8 июля 2016 года.
Аль-Габбан владеет английским языком. Окончил школу в 1979 году с дипломом современного управления в Багдаде. В 1996 году он получил степень бакалавра в процессе изучения английского языка от его Tabataba и университета. В 2006 году он получил степень магистра в области исламских исследований из лондонского университета (Биркбек). В 2018 году он получил докторскую степень в области политических наук в Университете Тегерана.

## Посты
- 2006 — 2010 директор канцелярии председателя Комитета безопасности и обороны Ирака
- 2007 — 2010 — советник Председателя Совета Ирака
- 2010 — 2014 советник министра транспорта Ирака
- 2014 — 2014 член иракского парламента
- 2014 — 2016 министр внутренних дел Ирака
- 2017 — настоящее время советник офиса ВМП

## Политическая карьера
Аль-Габбан был задержан сотрудниками общественной безопасности в 1979 году, а в 1981 году эмигрировал из Ирака из-за политических преследований и присоединился к иракской оппозиции. Он активно участвовал в различных мероприятиях оппозиции против существующего на тот момент политического режима в Ираке, находясь в изгнании. Вскоре после смены власти Аль-Габбан вернулся в Ирак и участвовал в многочисленных политических инициативах, чтобы восстановить то, что было уничтожено политическими экс-лидерами. С 2006 по 2010 годы он был директором в личном кабинете председателя Комитета по безопасности и обороне Совета представителей, где в 2010 году он был назначен советником. После 2010 года Аль-Габбан был выдвинут на пост министра транспорта и занимал эту должность по 2014 год. 18 октября 2014 году большинством голосов Аль-Габбан был избран в Совет представителей Ирака в провинции Багдад и утверждён министром внутренних дел. В июле 2016 года он ушёл в отставку в знак протеста политическим действиям, которые назвал «провалом служб безопасности из-за отсутствия единой координации».

## Достижения на посту министра внутренних дел
Во время его пребывания на посту министра внутренних дел, была проведена работа по выявлению приоритетов в рамках стратегического плана развития министерства, а также улучшение работы служб безопасности. Менее чем за два года ему удалось инициировать ряд самых сложных проектов, в том числе:
- Строительство здания для иракских федеральных полицейских сил, улучшение боевых запасов, вооружение и переподготовка кадров[10]. Результат таких действий отразился в боях против Даиш, благодаря чему были освобождены важные стратегические объекты, такие как Фаллуджа[11] и Мосул[12].
- Реализация иракской национальной ID-карты (электронная биометрическая карточка), выдаваемая Министерством внутренних дел с 1 января 2016 г. Она заменила сертификат о гражданстве, который существовал ранее[13][14].
- Подготовку и переквалификацию кадров МВД взяли на себя высшие комитеты Министерства обороны, Объединённого оперативного командования и советники по национальной безопасности. Начиная с 2003 года, ответственность и управление иракской национальной и внутренней безопасностью непосредственно находятся под управлением премьер-министра через Объединённое оперативное командование (араб.: العمليات المشتركة في العراق), а Министерство внутренних дел в настоящее время (апрель 2018 года) было освобождено от этих обязанностей[15][16].